# Przepis na życie (serial telewizyjny)
Przepis na życie – polski serial obyczajowy w reżyserii Michała Rogalskiego, emitowany przez TVN od 6 marca 2011 do 24 listopada 2013.

## Fabuła
Anna (Magdalena Kumorek), absolwentka medycyny bez specjalizacji, prowadzi spokojne, poukładane życie. Wszystko się zmienia, gdy jej mąż, Andrzej (Piotr Adamczyk), wyznaje w szesnastą rocznicę ich małżeństwa, że kocha inną i chce rozwodu. Kobieta popada w depresję, a dodatkowo w wyniku cięć budżetowych w korporacji, w której pracuje, traci posadę. Dzięki pomocy matki Ireny (Dorota Kolak), córki Mani (Aleksandra Radwańska) oraz przyjaciółki Poli (Edyta Olszówka) Anna stara się uporać ze swoimi problemami. Znajduje zatrudnienie „na zmywaku” w restauracji „Imbir”, a jej szef Jerzy (Borys Szyc), którego miała okazję poznać wcześniej, dostrzega jej kulinarny talent i pasję. Gdy Jerzy wyjeżdża, Anka zostaje szefową kuchni w „Imbirze”. Anka rodzi syna Gniewka, a Jerzy w Berlinie stara się uzyskać rozwód, ale Elka (Magdalena Popławska) nie zamierza łatwo odpuścić. Mańka (córka Anki) poznaje Daniela (Józef Pawłowski) – młodego ornitologa i fotografa z zamiłowania. Pola zakochała się w swoim asystencie Ignacym (Philippe Tłokiński). Natomiast pomiędzy Andrzejem i Beatą wszystko zaczyna się psuć. Beata podejrzewa, że Andrzej ją zdradza. On natomiast podejrzewa ją o romans z pielęgniarzem. Później Beata zaczyna spotykać się z Leonem (Przemysław Bluszcz), swoim kolegą ze studiów. Andrzej natomiast umawia się w kawiarni z Kasią (Anna Samusionek). Koło Anki zaczyna się kręcić krytyk kulinarny Robert Jad (Robert Gonera). Natomiast Jerzy jest namawiany do wydania swojej książki kulinarnej.

## Bohaterowie
- Anna Adamowicz wcześniej Zawadzka – główna bohaterka serialu. Matka Gniewka i Mani, córka Ireny, przyjaciółka Poli. Rozwiedziona po 16 latach małżeństwa. Była zatrudniona w restauracji „Imbir” „na zmywaku”, a następnie jako szef kuchni. Żona Jerzego. Wraz z Polą otwiera restaurację „Przepis”.
- Jerzy Knappe – były szef kuchni w restauracji „Imbir”. Ojciec Janka, były mąż Elki. Mąż Anki.
- Maria „Mania” Zawadzka – córka Anki i Andrzeja. Wnuczka Cezarego i Ireny. W wielu odcinkach jest zakochana w różnych chłopakach.
- Gniewomir Zawadzki – syn Anki i Andrzeja. Wychowuje go Jerzy i Anka.
- Irena Adamowicz – matka Anny, babcia Mani i Gniewka, żona zmarłego Cezarego. Przyjaciółka Wandy, Stefana i Karola.
- Andrzej Zawadzki – były mąż Anki. Ojciec Mani, Gniewka, których matką jest Anna, oraz ojciec Kornelii, której matką jest Beata Zawadzka-Darmięta. Jest z zawodu kardiologiem.
- Pola Madejska – przyjaciółka Anki. Była związana z Klemensem Wańko.Obecnie związana z Tadeuszem.
- Beata Zawadzka-Darmięta – druga żona Andrzeja, z którym ma córkę, Kornelię. Jest z zawodu ginekologiem. Prowadziła ciążę Anki, później Poli. Córka Foczki i Walusia.
- Elka Knappe – matka Janka, była żona Jerzego mieszkająca w Niemczech. Zostaje nową właścicielką „Imbiru”.
- Mateo – drugi szef kuchni Kardamonu.
- Jan Knappe – syn Jerzego i Elki, jest przybranym bratem Gniewka i Manii.
- Kornelia Zawadzka – córka Beaty i Andrzeja.
- Zosia „Gruba” – przyjaciółka Mani. Ma pseudonim ze względu na otyłość.
- Piotr Grocholski „Grochol” – chłopak Mani. Tancerz z zamiłowania.
- Tadeusz – pediatra. Kolega Anki i Andrzeja ze studiów. Związany z Polą.
- Małgorzata Lebiodka – menadżerka Jerzego. Stara się o jego względy.
- Robert Jad – dziennikarz i krytyk kulinarny w „Głosie Stolicy”. Pomaga Małgorzacie odciągnąć Ankę od Jerzego.
- Wanda – przyjaciółka Karola, Stefana i Ireny. Jest skłócona z synem. Chodziła razem z Anką i Ireną do szkoły rodzenia.
- Karol – przyjaciel Stefana, Ireny i Wandy.
- Stefan – przyjaciel Karola, Ireny i Wandy.
- Leon Gwizdała – ginekolog, znajomy Beaty ze studiów. Pracują w jednej przychodni.
- Ilona – pracownica Kardamonu, fanka horoskopów.
- Pati – pracownica Kardamonu, zafascynowana modą.
- Sylwia – pracownica Kardamonu, zakochana w Jerzym.
- Fernando Zibi – pracownik Kardamonu.
- Beata Bąk – przyjaciółka Anki.
- Aldona – Czeszka. Kucharka. Koleżanka Anki. Zatrudniona w restauracji „Imbir”. Zaręczona z Długim.
- „Żyleta” – Francuz. Zatrudniony w restauracji „Imbir”. Kolega Anki.
- „Długi” – kucharz. Kolega Anki, „Żylety” i narzeczony Aldony. Zatrudniony w restauracji „Imbir”.
- Jola „Menago” – menadżerka restauracji.
- Klemens Wańko – były chłopak Poli.
- Robert Darmięta – ojciec Beaty.
- Witold – farmaceuta. Adoruje Irenę, ale ukrywa przed nią, że ma żonę przebywającą w USA.
- Cezary Adamowicz – ojciec Anki. Zmarł z powodu pęknięcia tętniaka.
- Daniel – były kolega Mańki. Młody ornitolog, pasjonuje się fotografią.
- Wiktoria „Śliczna” – koleżanka z klasy Mani i Grochola.
- Maciej Błoński – architekt. Przyjaciel Anki.
- Dorota – lekarka Jerzego, Zakochana w Jerzym.
- MisterWu – kolega Manii i Lucy.

## Obsada
| Aktor                       | Rola                                  | Lata występowania |
| --------------------------- | ------------------------------------- | ----------------- |
| Magdalena Kumorek           | Anna Adamowicz                        | 2011–2013         |
| Borys Szyc                  | Jerzy Knappe                          | 2011–2013         |
| Aleksandra Radwańska        | Mania Zawadzka                        | 2011–2013         |
| Modest Aleksandrowicz       | Gniewko Zawadzki                      | 2011–2013         |
| Dorota Kolak                | Irena Adamowicz                       | 2011–2013         |
| Piotr Adamczyk              | Andrzej Zawadzki                      | 2011–2013         |
| Maja Ostaszewska            | Beata Darmięta                        | 2011–2013         |
| Jagna Kryczka               | Kornelia Zawadzka                     | 2012–2013         |
| Edyta Olszówka              | Pola Madejska                         | 2011–2013         |
| Mariusz Drężek              | Jeremiasz Krupa                       | 2011–2012         |
| Dominika Gwit               | Zośka „Gruba”                         | 2011–2013         |
| Paweł Marczuk               | Piotr „Grochol” Grochalski            | 2011–2012         |
| Klaudia Halejcio            | Wiktoria „Śliczna”                    | 2011–2012         |
| Iwona Bielska               | Wanda                                 | 2011–2013         |
| Wojciech Duryasz            | Karol                                 | 2011–2013         |
| Sławomir Orzechowski        | Stefan                                | 2011–2013         |
| Izabela Kapiasová           | Aldona                                | 2011–2013         |
| Hacen Sahraoui              | Thomas „Żyleta”                       | 2011–2013         |
| Rafał Rutkowski             | Eugeniusz „Długi”                     | 2011–2013         |
| Magdalena Popławska         | Ela Knappe                            | 2011–2013         |
| Jan Cięciara                | Janek Knappe                          | 2011–2013         |
| Bartłomiej Świderski        | Tadeusz Myszkowski                    | 2011–2013         |
| Jerzy Fedorowicz            | Zbigniew „Waluś” Darmięta             | 2011–2013         |
| Dorota Zięciowska           | Jolanta „Foczka” Darmięta             | 2011–2013         |
| Witold Oleksiak             | kelner Wojtek                         | 2011–2013         |
| Grzegorz Czepułkowski       | kelner Michał                         | 2011–2013         |
| Rafał Zawierucha            | Jakub                                 | 2011–2013         |
| Jan Englert                 | Michał Drzewiecki                     | 2012–2013         |
| Antonina Girycz             | Rita Hałas                            | 2012–2013         |
| Dorota Nowakowska           | Hanna Wyproń „Nutka”, urzędniczka USC | 2012–2013         |
| Urszula Grabowska           | Dorota Kasini, psycholog kliniczny    | 2013              |
| Magdalena Schejbal          | Zuza Szmidt                           | 2013              |
| Lesław Żurek                | Maciej Błoński, architekt             | 2011, 2013        |
| Wojciech Sikora             | Kajtek Pawłowicz                      | 2013              |
| Marta Dobecka               | Agnieszka Groszek                     | 2011              |
| Tomasz Stockinger           | Cezary Adamowicz                      | 2011              |
| Zofia Tomaszewska-Charewicz | sprzedawczyni pierogów                | 2011              |
| Dawid Zawadzki              | Klemens Wańko                         | 2011              |
| Sebastian Fabijański        | Przemek Trok                          | 2011              |
| Józef Pawłowski             | Daniel                                | 2011              |
| Philippe Tłokiński          | Ignacy Makowski                       | 2011–2012         |
| Małgorzata Medyńska         | Marta Bąk                             | 2011–2012         |
| Przemysław Bluszcz          | Leon Gwizdała                         | 2011–2012         |
| Jerzy Gudejko               | Witold                                | 2011–2012         |
| Marta Dąbrowska             | Jola „Menago”                         | 2011–2012         |
| Anna Samusionek             | Katarzyna Kołacz                      | 2011–2012         |
| Michał Rogalski             | dyrektor liceum                       | 2011–2012         |
| Dominika Markuszewska       | Małgorzata Lebiodka                   | 2011–2012         |
| Robert Gonera               | Robert Jad                            | 2011–2012         |
| Marcin Korcz                | Wiktor                                | 2011              |
| Arkadiusz Brykalski         | Fernando Zibi                         | 2012              |
| Katarzyna Ankudowicz        | Ilona                                 | 2012              |
| Marta Juras                 | Pati                                  | 2012              |
| Magdalena Smalara           | Sylwia                                | 2012              |
| Tomasz Karolak              | Mateo                                 | 2012              |
| Michał Żurawski             | Antoine Duchamp                       | 2012              |
| Marcin Przybylski           | Marcel Ostrowski                      | 2012              |

## Lista odcinków
|  | Seria | Sezon       | Odcinki    | Premiera        | Finał             | Emisja           | Średnia oglądalność |
|  | ----- | ----------- | ---------- | --------------- | ----------------- | ---------------- | ------------------- |
|  | 1.    | wiosna 2011 | 1–13 (13)  | 6 marca 2011    | 29 maja 2011      | niedziela, 21.30 | 3 170 854           |
|  | 2.    | jesień 2011 | 14–26 (13) | 6 września 2011 | 29 listopada 2011 | wtorek, 21.30    | 2 842 814           |
|  | 3.    | wiosna 2012 | 27–39 (13) | 6 marca 2012    | 29 maja 2012      | wtorek, 21.30    | 2 697 965           |
|  | 4.    | wiosna 2013 | 40–52 (13) | 24 lutego 2013  | 19 maja 2013      | niedziela, 21.00 | 2 436 760           |
|  | 5.    | jesień 2013 | 53–65 (13) | 1 września 2013 | 24 listopada 2013 | niedziela, 21.00 | 2 266 776           |

## Przepis na więcej
Na fali popularności serialu powstał serial internetowy Przepis na więcej. Premierowe odcinki serialu były dostępne w serwisie TVN Player. Powstało 13 odcinków trwających po ok. 5–6 minut. Główne role grali w nim dwie drugoplanowe postaci z Przepisu na życie – Aldona i Żyleta. Jednak Aldona gra tu szefową kuchni, właścicielkę oraz bufetową niewielkiego baru.

## Emisja za granicą
Po sukcesie tego serialu TVN sprzedała prawa do emisji serialu nadawcom zagranicznym. Serial jest emitowany w Bliskim Wschodzie, Chinach, na Litwie, Słowacji i Węgrzech.
| Kraj          | Tytuł              | Stacja telewizyjna | Premiera          |
| ------------- | ------------------ | ------------------ | ----------------- |
| Węgry         | Az élet sava-borsa | M1                 | 18 listopada 2013 |
| Słowacja      | Recept na život    | Jednotka           | 14 kwietnia 2020  |
| Litwa         | Gyvenimo receptai  | LNK                | 10 września 2014  |
| Bliski Wschód | Wasfat alsa'ada    | Fox                | 2014              |
| Chiny         | bd.                | CCTV               | bd.               |